# Северо-Восточная Русь (терминология)
Использование разных (и иногда перекрывающихся) терминов для описания политических и исторических реалий, связанных с понятием «Северо-Восточная Русь» — историческим регионом IX—XV веков с центром в междуречье Волги и Оки, который стал ядром России, часто приводит к путанице и недопониманию. Цель данной статьи — объяснить смысл и взаимоотношения терминов. Следует помнить, что названия, применяемые в научной литературе, не всегда совпадают с названиями, которые существовали в источниках, а в источниках в силу их неполной сохранности и нечёткости средневековых понятий смена одного названия другим фиксируется с некоторым «запаздыванием» по сравнению с изменением реалий. Кроме того, употребление научных терминов не всегда бывает строгим — тот или иной термин может использоваться в более широком смысле, чем его основное значение.

## Основное определение

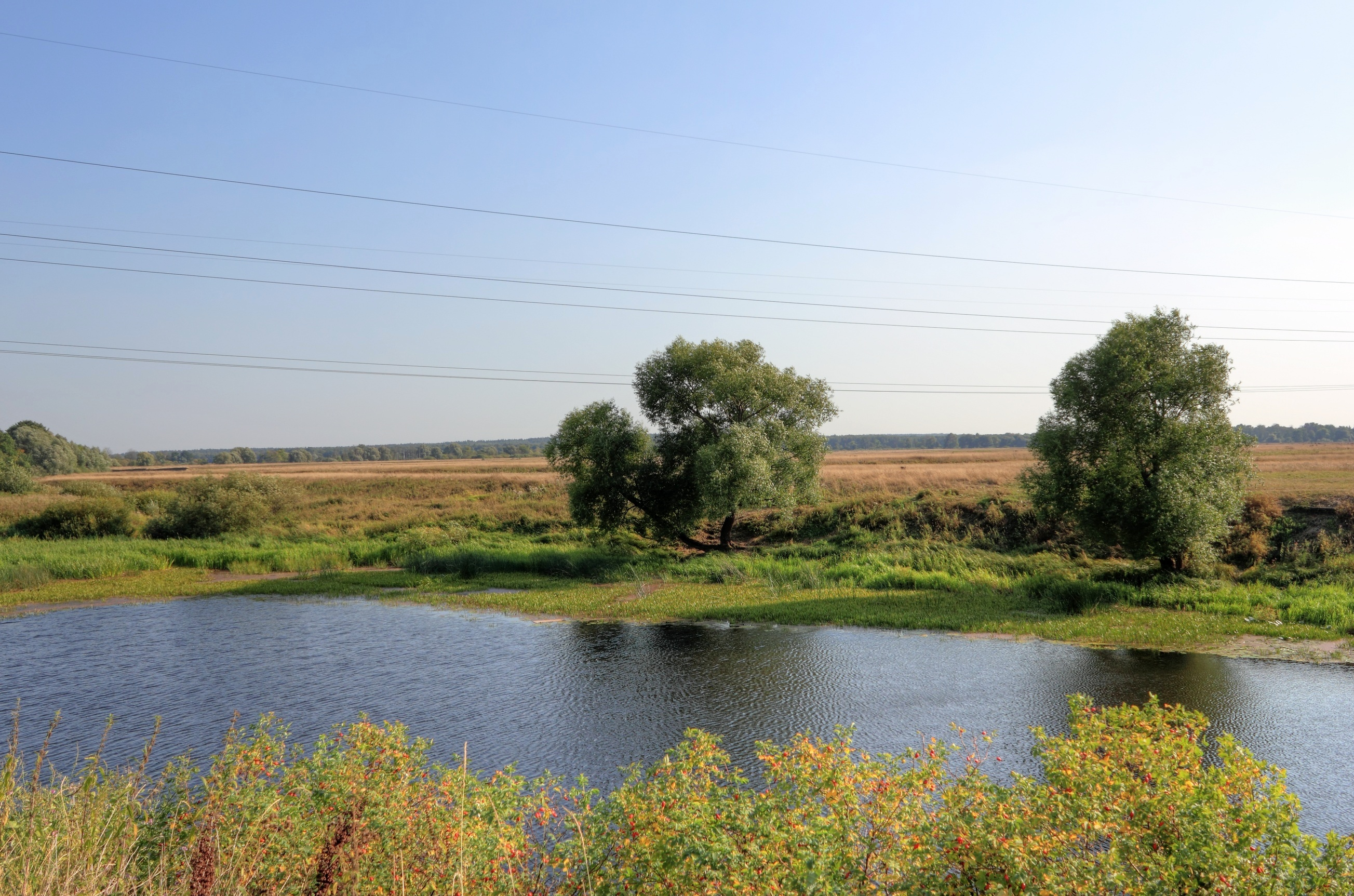
Владимирское Ополье

Северо-Восточная Русь — основной научный термин для обозначения данного исторического региона. Имеет политико-географическое содержание. Наиболее часто используется для периода с середины XII до рубежа XV/XVI веков и обозначает совокупность всех русских княжеств, управлявшихся потомками Юрия Долгорукого. В это понятие не включают Рязанское и иные близлежащие княжества (Муромское, Брянское, Смоленское и др.), принадлежавшие к другим ветвям династии Рюриковичей, и не включают Новгород, который был связан с князьями из дома Юрия Долгорукого договорными политическими узами. Термин может применяться и к более раннему прошлому той же территории, начиная от её вхождения в состав Древнерусского государства в IX веке.
В государственно-династическом отношении данная территория представляла собой единый и обособленный от других частей Руси регион. Его столицей, то есть княжеским столом, обладание которым означало права верховной власти, до 1125 года был Ростов, с 1125 по 1157 год — Суздаль, а с 1157 года — Владимир. Владимир оставался княжеской резиденцией до 1263 года, в последующий период в нём лишь торжественно садились на престол и фактической столицей становился тот город, чей князь в данный момент владел Владимиром.
С наступлением феодальной раздробленности, со 2-й половины XIII века Северо-Восточная Русь существовала в виде конгломерата самостоятельных княжеств, подчинение которых владимирскому великому князю превратилось в формальность, хотя и не исчезло полностью. Под непосредственным управлением владимирского великого князя оставались обширные земли, расположенные в разных частях Северо-Восточной Руси, однако сам титул перестал быть наследственным. Он с санкции Орды временно передавался одному из удельных князей. Так продолжалось до 1389 года, когда московский князь Дмитрий Донской добился признания Владимира своей отчиной. Новое объединение Северо-Восточной Руси было полностью завершено в 1485 году (с ликвидацией самостоятельности Твери). К этому времени процесс «собирания земель» московскими князьями уже вышел далеко за рамки старого Владимирского княжества, сделав этот регион ядром формирования русской народности и государственности.
С географической точки зрения, территория Северо-Восточной Руси являлась зоной славянской колонизации и постоянно расширялась. Её древнейшим ядром были Волго-Клязьминское междуречье и расположенное севернее Белозерье. В 1-й половине XII века её территория на юге и юго-западе достигла Оки, на западе дошла до рек Медведицы и Тверцы, а на востоке — до Галичского озера. К середине XIII века она распространилась далеко на северо-восток, достигнув Двины. На юго-востоке её крайним рубежом стал Нижний Новгород.

## Терминология источников
| Название                                                                               | Впервые встречается, г. | Характерно для периода                                                                                           | Что обозначало |
| -------------------------------------------------------------------------------------- | ----------------------- | --- | --- |
| Ростовская волость, Ростовская область                                                 | 1071                    | XI — нач. XII вв.                                                                                                | Княжество в Древнерусском государстве. Учреждено в 988 году. Первым князем был Ярослав Мудрый. При князе Юрии Долгоруком, в 1120-30-х годах стало независимым от Киева и превратилось в наследственное. |
| Суздальская земля                                                                      | 1148                    | XII — нач. XIV в. Во внутренних источниках последний раз встречается в 1309, в новгородских источниках — в 1371. | Та же политическая единица, ставшая самостоятельным княжеством с собственной династией. В 1125 году столица была перенесена в Суздаль, а с вокняжением Андрея Боголюбского в 1157 году — во Владимир. Несмотря на последнее обстоятельство, земля по традиции продолжала называться «Суздальской», её жители — «суздальцами», а князья, с кон. XII века великие князья — «суздальскими». |
| Ростовская земля                                                                       | 1096, 1169              | XII—XIII вв. | Реже употребляемое название той же политической единицы. Преимущественно в церковном контексте (Ростов оставался церковной столицей земли до 1214 года). |
| великое княжение Владимирское, во внутренних источниках иногда просто великое княжение | 1353                    | XIV—XV вв. | Та же политическая единица, но с существенно меньшей территорией и без собственной династии. В отличие от предыдущего понятия обозначало уже не всю Северо-Восточную Русь. Территория из нескольких несмежных частей, оставшаяся под непосредственным управлением великого князя. Великие князья стали называться «владимирскими». Великое княжество являлось ненаследуемым. Его получал (с санкции Орды и обычно в результате острой борьбы) один из удельных князей. По отношению к остальным княжествам считалось главным, что выражалось в некоторых номинальных и реальных прерогативах. С 1363 года его занимали только московские князья, с 1389 года оно стало их наследственным владением. |
| великое княжество Владимирское                                                         |                         | кон. XV—XVI вв.                                                                                                  | Форма предыдущего названия, появившаяся в источниках с XV века под влиянием из западнорусского языка. |
| великое княжение Владимирское и Великого Новгорода                                     |                         | XV в. | Та же политическая единица + Новгородская республика. Новгород признавал своими правителями владимирских великих князей с середины XIII века. В 1478 году великокняжеская власть была распространена на него в полном объёме, а автономия ликвидирована силовым путём. |

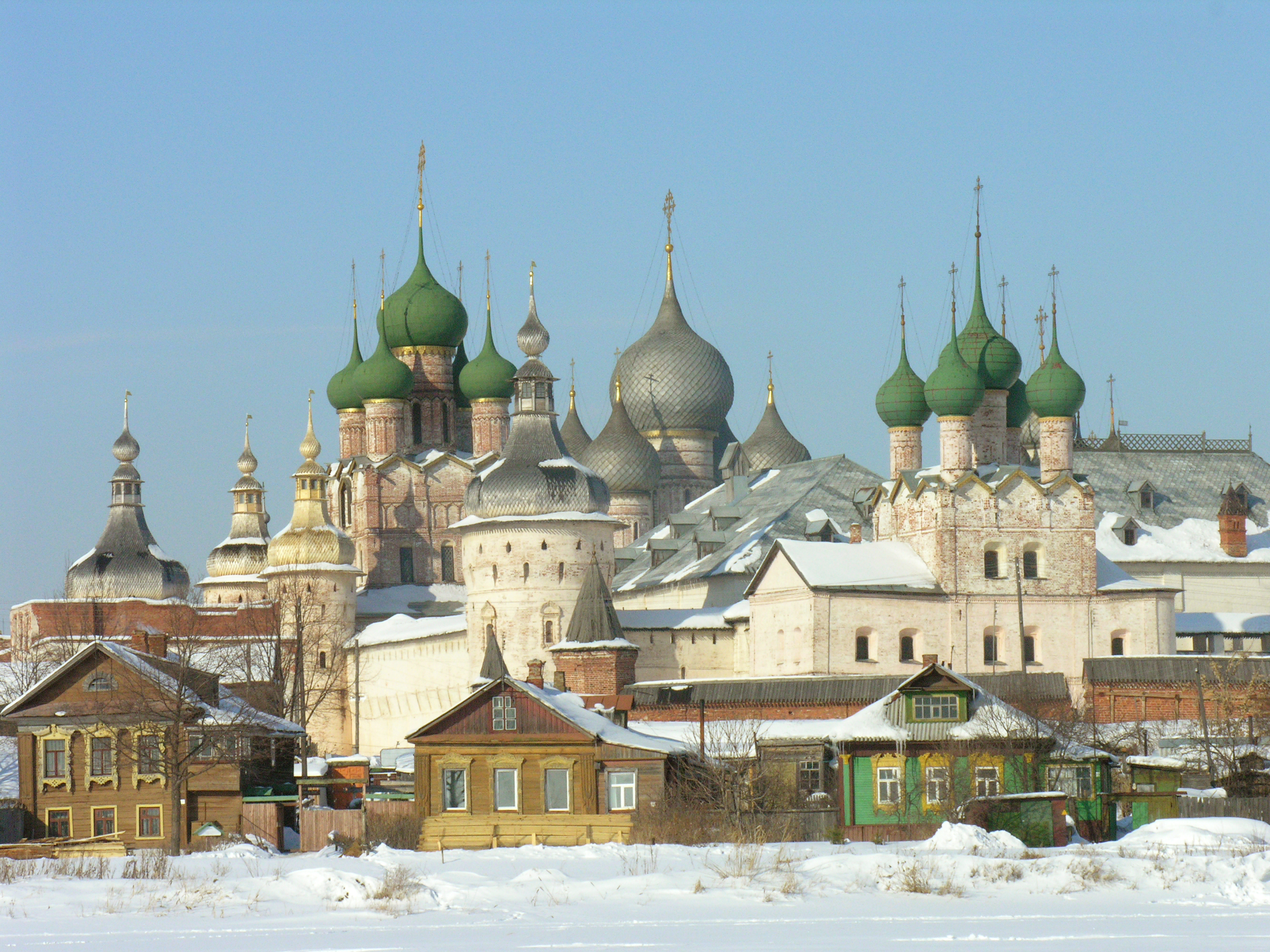
Ростовский кремль

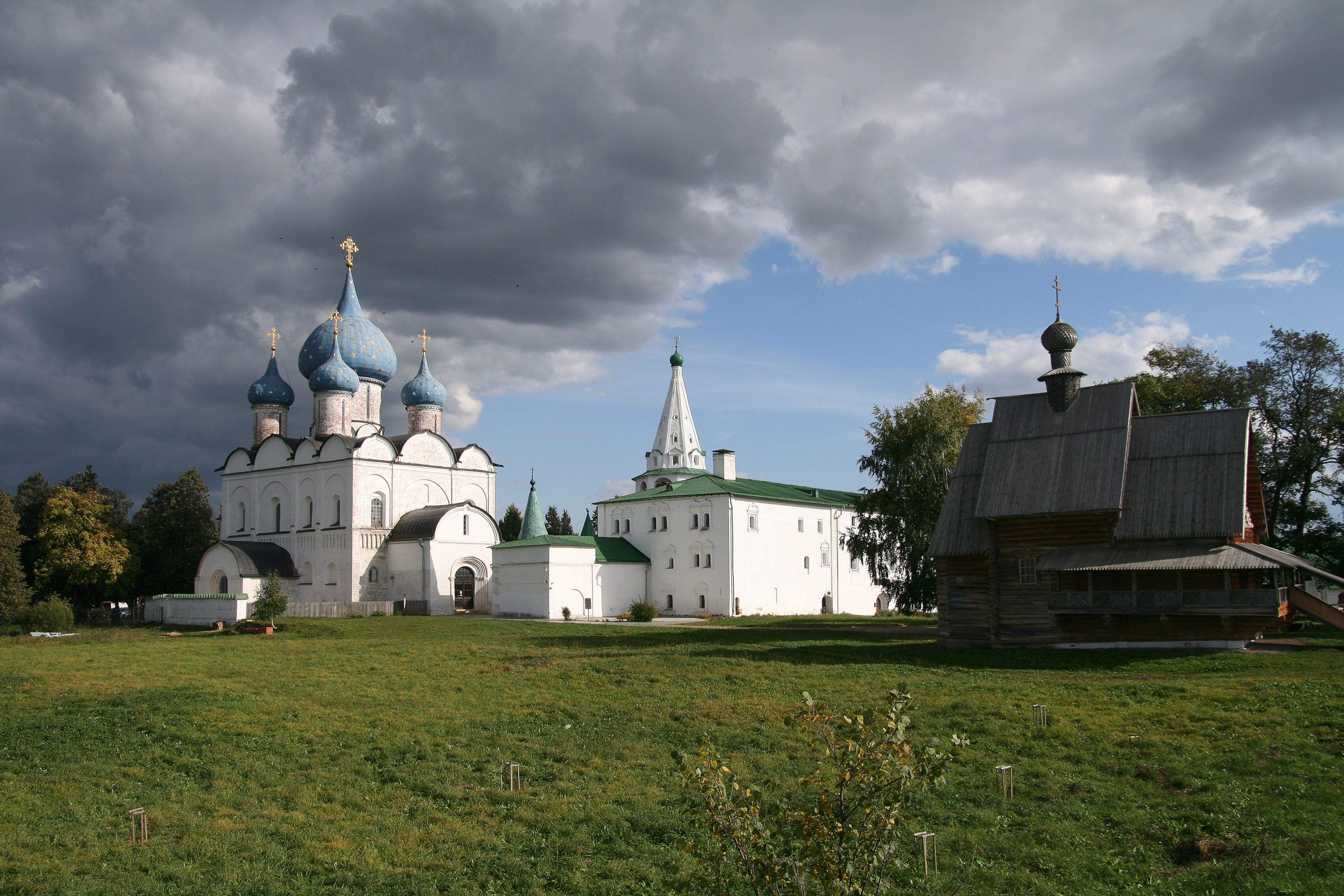
Суздальский кремль

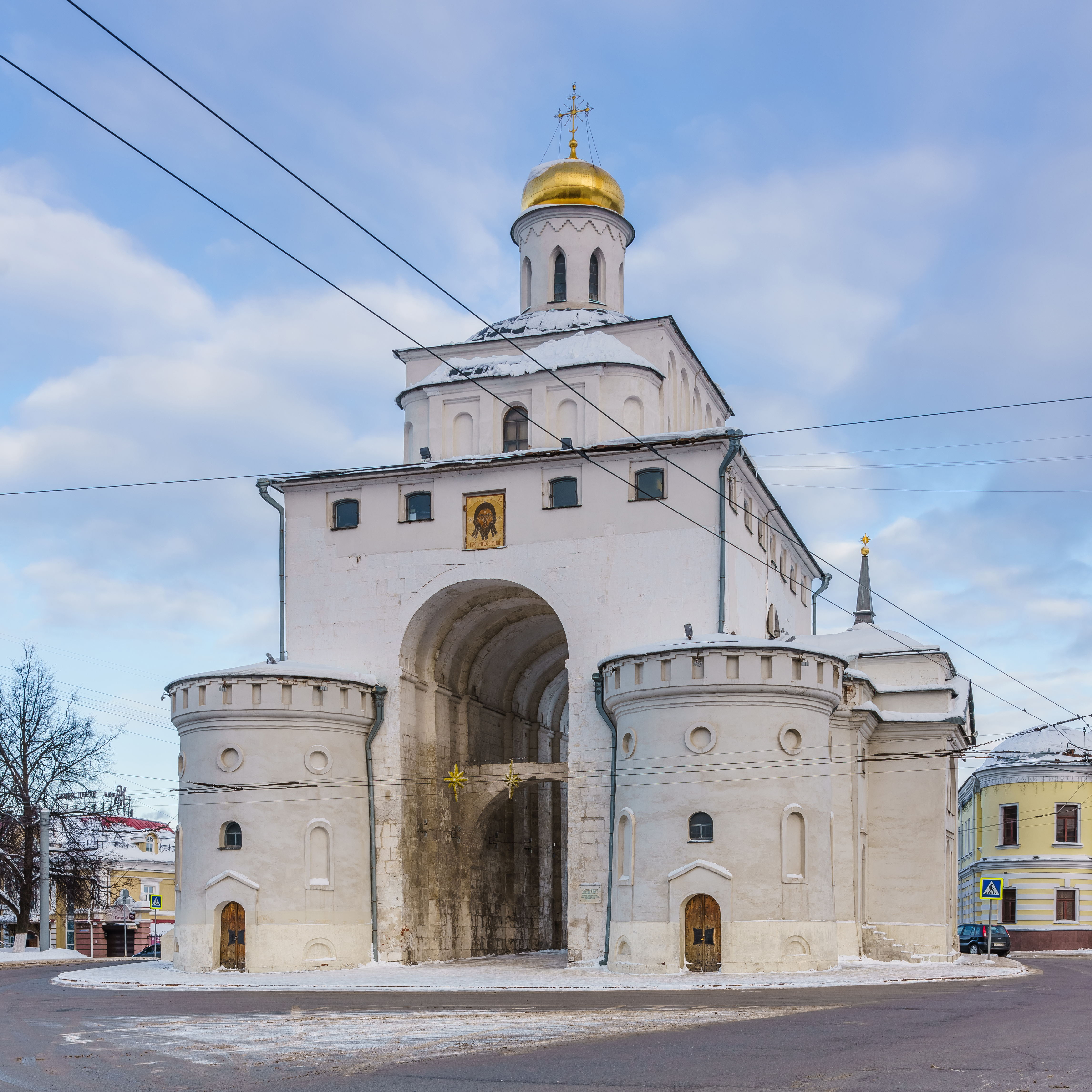
Золотые ворота во Владимире

Кроме этого в источниках бытовали два неофициальных названия, имевших внешнее по отношению к региону происхождение.
| Низовская земля, Низ     |      | с XII века | Название в новгородских источниках. Связано с географическим положением относительно Новгородской земли. Чтобы попасть из Новгорода в Волго-Окское междуречье, надо было двигаться по рекам «вниз», то есть по течению. |
| Залесская земля, Залесье | 1136 | XIV—XV вв. | Название южнорусского происхождения. Оно подразумевало всё то, что находилось «за лесом» по отношению к киевским и черниговским землям, от которых Залесье отделяли труднопроходимые брянские («дебрянские» — от слова «дебри») леса. Прилагательное «залесский» по отношению к Суздальской земле впервые встречается в Смоленской уставной грамоте. Как основное название региона упоминается в двух памятниках XIV—XV вв: «Задонщине» и в «Списке русских городов дальних и ближних» (залесские города, причём к ним отнесены также города новгородские и псковские). |

Владимирское княжество до того, как оно стало столицей — то есть в период, когда при жизни отца им владел Андрей Боголюбский, называлось
- Владимирская волость (иде въ свою волость Володимерю), уп. 1151.[17]

## Историографическая терминология
Для «ростовского» и «суздальского» периодов все названия обозначают одновременно и княжество, и регион. Для «владимирского» периода термины совпадают не всегда. Понятие «великое княжество Владимирское» в зависимости от контекста может употребляться и как синоним понятия «Северо-Восточная Русь», и как обозначение только одного из её княжеств — которым владел непосредственно владимирский князь. 
| Название                             | Что обозначает |
| ------------------------------------ | --- |
| Ростовская земля, княжество, волость | Варианты названий региона в период его нахождения в составе Древнерусского государства, с момента первого упоминания Ростова в IX веке. - Не следует путать с Ростовским княжеством (1207—1474), которое было выделено из великого княжества Владимирского старшему сыну Всеволода Большое Гнездо Константину и закрепилось за его потомками. |
| Ростово-Суздальское княжество        | Общее название для предыдущего периода + период, когда столицей княжества был Суздаль. Иногда только период со столицей в Суздале. |
| Суздальское княжество                | Название княжества в период, когда его столицей был Суздаль. Синоним предыдущего названия в узком значении. - Не следует путать с Суздальским княжеством (1216—1218, 1256—1341), которое кратковременно существовало под управлением сына Всеволода Большое Гнездо — Юрия, а позднее было выделено брату Александра Невского Андрею Ярославичу и закрепилось за его потомками. С 1341 года стало Нижегородско-Суздальским великим княжеством. |
| Владимиро-Суздальское княжество      | Название княжества в период с переноса столицы во Владимир до монголо-татарского нашествия. Иногда до конца правления Александра Невского (1263). Термин был популярен в советской историографии. В современной литературе используется сравнительно редко. Однако сохраняется прилагательное «владимиро-суздальский», распространённое в культурном контексте («владимиро-суздальская школа» в изобразительном искусстве и архитектуре). |
| Владимиро-Суздальская Русь           | Синоним предыдущего. |
| Владимиро-Суздальская земля          | Синоним предыдущего. |
| Суздальская земля                    | Синоним предыдущего. Совпадает с тем значением, которое имеется в источниках. |
| Владимирское великое княжество       | 1. Личный домен владимирского князя, территория (в разное время различная), находившаяся под его непосредственным управлением. Главное княжество Северо-Восточной Руси. Период, когда в Северо-Восточной Руси не было никаких других княжеств, кроме Владимирского, был непродолжительным — часть правления Андрея Боголюбского (1162—1174) и часть правления Всеволода Большое Гнездо (1176—1207). В дальнейшем из состава великого княжества выделялись уделы, которые могли либо существовать временно, либо закрепиться за собственной династией, либо стать выморочными и тогда их территория возвращалась обратно в состав великого княжества. 2. То же, что предыдущее, но с периода раздробленности. Комплекс территориальных владений, который вместе с титулом «великого князя владимирского» передавался по ханскому ярлыку одному из удельных князей. 3. Реже синоним Северо-Восточной Руси в целом. |
| Владимирское княжество               | Владимирское княжество в период до 1157 года, личная волость Андрея Боголюбского. Выделено в 1149 году. |

## Титул правителей

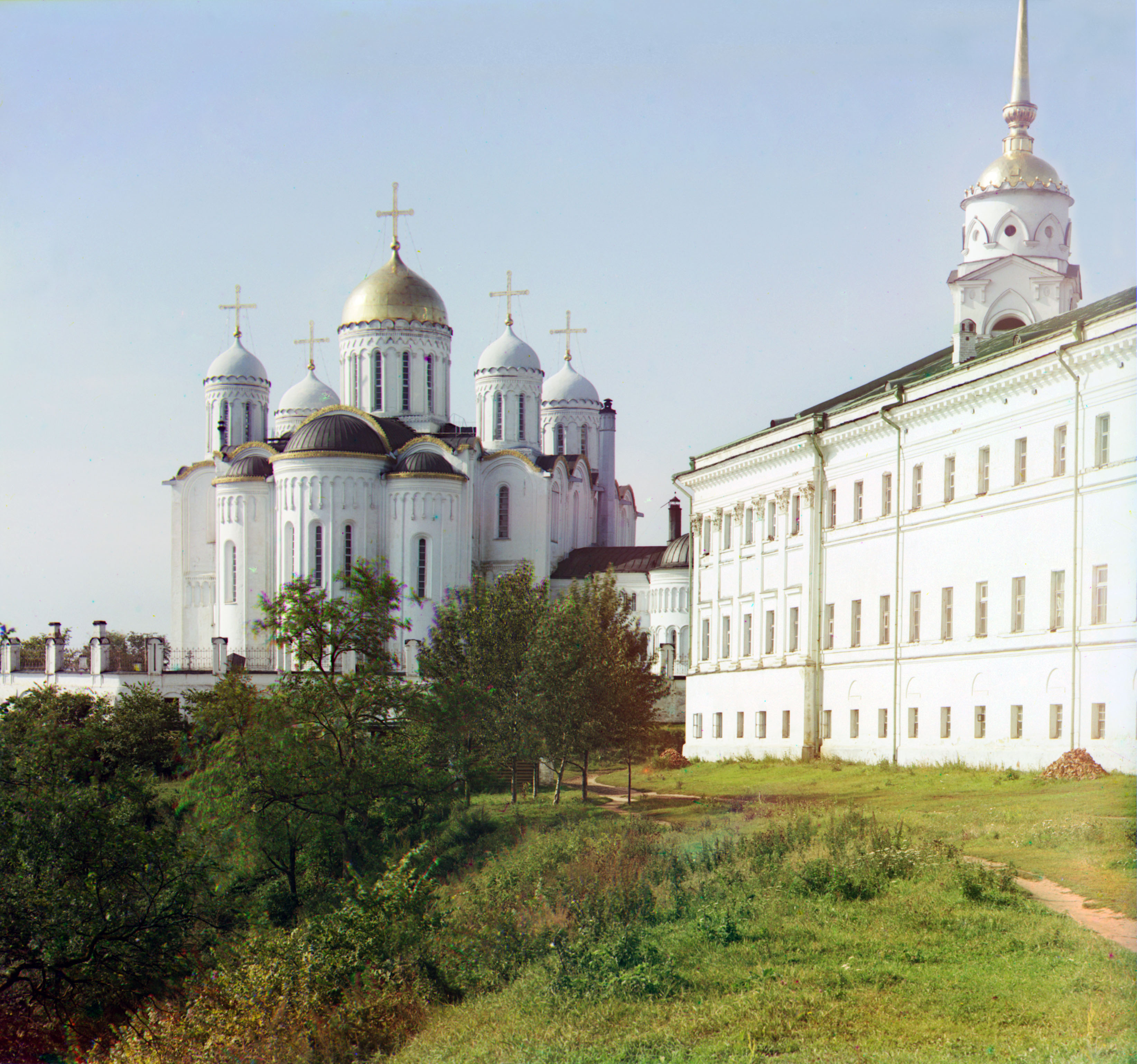
Успенский собор во Владимире. Главный собор Северо-Восточной Руси и место, где великие князья владимирские садились на престол

Титул великий князь впервые встречается по отношению к Андрею Боголюбскому. Постоянным его употребление становится с правления Всеволода Большое Гнездо. В источниках внутреннего происхождения правители обычно именовались просто «великими князьями», в источниках из других регионов Руси — «великими князьями суздальскими». В XIV веке объектная часть титула изменилась с «суздальской» на «владимирскую».
Андрей Боголюбский в 1157 году садился на престол не во Владимире, а в Ростове и Суздале. Ростов на короткое время вернул себе статус старшего стола во время междоусобной войны, которая произошла после смерти Андрея между его братьями и племянниками (брат Андрея — Михаил Юрьевич в 1174—1175 годах был изгнан из Владимира Ярополком Ростиславичем, а старший брат последнего — Мстислав Ростиславич сел в Ростове). В дальнейшем все великие князья садились на престол во Владимире. Последними правителями, проходившими там интронизацию, были Василий I в 1389 году и, возможно, Василий II в 1432 году (по другим сведениям, он садился на престол уже в Москве).
После присоединения владимирского стола к Москве оставшиеся самостоятельными князья Северо-Восточной Руси (тверские, нижегородско-суздальские, позднее эпизодически ярославские) тоже приобрели статус «великих». Вопрос о том, считались ли они после этого полностью независимыми от великого князя владимирского, либо продолжали ему номинально подчиняться, является дискуссионным. В государевом титуле эти земли перечислялись отдельно.
После монгольского нашествия владимирские князья стали носить номинальный титул великих князей всея Руси. Возможно, его использовали уже со времени Ярослава Всеволодовича и Александра Невского, по отношению к которым в источниках встречаются схожие формулы. Первым бесспорным его обладателем был Михаил Ярославич Тверской, занимавший владимирский стол в 1304—1318 гг..

## Нумерация правителей
В средневековых источниках русские князья не имели цифровых обозначений. В современной историографии номера используются только в отношении московских князей. К примеру, Иван Калита в качестве московского князя именуется Иваном I, а когда речь идёт о нём как о великом князе владимирском  — Иваном Даниловичем. Для владимирских князей, правивших после Александра Невского, для удобства часто прилагается обозначение по их родовому княжеству. Например, Иван Данилович Московский, Михаил Ярославич Тверской.
В дореволюционной историографической традиции была распространена практика сквозной нумерации киевских, владимирских и московских князей как «общерусских» монархов. Существовало две системы нумерации — XVIII века, предложенная В. Н. Татищевым, и XIX века, предложенная Н. М. Карамзиным.
В первом варианте владимирские и киевские князья на отрезке от Андрея Боголюбского до монгольского нашествия получили параллельную нумерацию, которая продолжала счёт от первых киевских князей. Так Всеволод Большое Гнездо стал Всеволодом III (считая от Всеволода Ярославича и Всеволода Ольговича), а его современник, княживший в то время в Киеве — Святослав Всеволодович — Святославом III. Отец Александра Невского Ярослав Всеволодович стал Ярославом II (считая от Ярослава Мудрого), а его старший брат Юрий Всеволодович — Юрием III (Юрием I Татищев считал Ярослава Мудрого, который носил имя Юрий в крещении). Нумерация московских князей продолжала нумерацию владимирских. Московские князья Юрий Данилович и Дмитрий Донской именовались, соответственно, Юрием IV и Дмитрием V (до Донского владимирский стол занимали ещё три князя с именем Дмитрий: Дмитрий Александрович Переяславский, Дмитрий Михайлович Тверской и Дмитрий Константинович Суздальско-Нижегородский. Дмитрием I Татищев, очевидно, считал киевского Изяслава Ярославича, носившего имя Дмитрий в крещении). Номера у князей Василиев отличались от современных на единицу: Василий Дмитриевич был Василием II, Василий Васильевич  — Василием III, Василий Иванович  — Василием IV (Василием I являлся Василий Ярославич Костромской, занимавший владимирский стол в XIII веке). Иван I, Иван II и Иван III, не имевшие предшественников с таким именем, получили свои привычные номера, однако Ивану Грозному Татищев присвоил порядковый номер V, посчитав Иваном IV сына и соправителя Ивана III Ивана Ивановича Молодого. В слегка модифицированном виде (с исправлением номеров Юриев, Дмитриев и Ивана Грозного) схема Татищева имела некоторое распространение в исторической и справочной литературе XIX века, а в литературе XX века она сохранилась в части, касающейся киевских князей.
Во втором варианте владимирские князья нумеровались только до монгольского нашествия — до Юрия Всеволодовича (его номер Карамзин исправил с III на II) и Ярослава Всеволодовича (его номер, а также номер Всеволода Б. Гнездо совпадали с «татищевскими»), киевские князья того же периода не нумеровались, а московские князья нумеровались заново. Сам Карамзин из московских князей пронумеровал только Иванов, а Василиям номеров не присвоил, но в последующей литературе нумероваться стали и они. Ивана Грозного Карамзин назвал Иваном IV. Этот вариант нумерации стал более популярным. Вслед за Карамзиным его придерживались С. М. Соловьёв и все другие крупные историки XIX века.
На официальном уровне в Российской империи отсчёт порядковых номеров у монархов начинался с царей. Первым российским правителем, который сам использовал порядковый номер, был Пётр I. Когда в 1740 году на трон взошёл император-младенец Иван Антонович, ему был присвоен номер III и, таким образом, задним числом Иваном II стал считаться старший брат Петра I  — Иван Алексеевич, а Иваном I — Иван Грозный. Император Александр Павлович именовался Александром I, не учитывая великих князей владимирских Александра Невского и Александра Михайловича Тверского. Николай II, отрекаясь в пользу своего брата Михаила Александровича, обращался к нему как к Михаилу II, учитывая царя Михаила Фёдоровича и не учитывая Михаилов-князей.

## Исторические аспекты
Основные вехи политической истории региона можно представить следующим образом:
- VI век — начало славянской колонизации.
- IX век — территория Волго-Окского междуречья включена в состав Древнерусского государства. 862 год — первое упоминание Ростова, Мурома и Белоозера. Управление осуществляется наместниками.
- Середина — третья четверть X века — появление на территории региона христианских предметов личного обихода[34]. 1038 год — согласно церковному преданию, основан Борисоглебский монастырь на территории будущей Тверской земли[35]. В середине XI века учреждена Ростовская епархия[36].
- 988 год — в Ростове впервые упоминается княжеский стол. Его занимает будущий киевский князь Ярослав Мудрый. С этого времени сюда из Киева иногда назначаются князья, а иногда по-прежнему наместники.
- 1054 год — по завещанию Ярослава Мудрого Ростовская земля в числе других территорий Руси отходит к переяславскому князю Всеволоду Ярославичу. В дальнейшем ей распоряжаются переяславские князья Владимир Всеволодович Мономах и Юрий Владимирович Долгорукий.
- 1125 год — Юрий Долгорукий делает своей резиденцией Суздаль. Княжество становится независимым от Киева.
- 1157 год — Андрей Юрьевич Боголюбский, став князем, делает своей резиденцией Владимир. Он расширяет город и отстраивает по киевскому образцу.
- 1176—1212 годы — правление Всеволода Юрьевича Большое гнездо. С этого времени и до Монгольского нашествия княжество является одним из сильнейших на Руси. Владимирские князья получают титул «великих». До них так именовались только киевские князья.
- 1207 год — первый крупный раздел территорий между членами княжеской семьи. Старший сын Всеволода — Константин Всеволодович получает во владение Ростов и Заволжье. После смерти Константина (1218) его владения первыми династически обособляются. Потомки Константина правят в собственных княжествах (Ростовском, Ярославском и Угличском) и не претендуют на великое княжение.
- 1237—1238 годы — Монгольское нашествие. После него и продолжавшихся во 2-й половины XIII века татарских походов происходит перемещение населения в юго-западную часть Суздальской земли. Упадок старых центров и рост новых городов, таких как Москва и Тверь.
- 1243 год — Ярослав Всеволодович получает в Орде ярлык на княжение. С этого момента и до 1462 года[37] князья Северо-Восточной Руси садятся на престол с ханской санкции. Помимо Владимира Ярослав также получил Киев и признание старейшинства во всей Руси. В дальнейшем этот факт сыграл роль в распространении власти владимирских князей за пределы Северо-Восточной Руси.
- 1252—1263 годы — правление Александра Ярославича Невского. Дети Ярослава Всеволодовича занимают княжеские столы поочерёдно. Новгород, ранее приглашавший к себе князей из разных регионов Руси, теперь приглашает только владимирских князей.
- 2-я пол. XIII века — происходит закрепление княжеских столов за детьми и братьями Александра Невского. К 1270-м годам в Северо-Восточной Руси насчитывается 16 княжеств. Великие князья перестают жить во Владимире. В XIII веке на владимирском столе побывали князья Твери, Костромы, Переславля и Городца (по 1 разу, не считая повторных княжений), в XIV веке — князья Твери (3 раза), Москвы (5 раз) и Суздаля (2 раза).
- 1263—1303 годы — первый московский князь Даниил Александрович. Являясь младшим родственником, он не претендовал на великое княжение, но добился существенного увеличения своих владений и к концу жизни стал одним из влиятельных князей Северо-Восточной Руси.
- 1299 год — во Владимир из Киева переехал митрополит всея Руси.
- 1304—1328 годы — борьба за великое княжение между Москвой и Тверью. В итоге по решению Орды владимирский стол получает слабый князь Александр Васильевич Суздальский, а территория великого княжества делится между ним и московским князем Иваном Калитой. После смерти Александра (1331) Иван Калита получает ярлык на всё княжество. В 1341 году по распоряжению Орды из состава великого княжества изымается Нижний Новгород и передаётся суздальским князьям.
- 1325 год — митрополит всея Руси переехал в Москву.
- 1360 год — московские князья впервые со времени Ивана Калиты лишаются владимирского стола. Его получает суздальский князь Дмитрий Константинович.
- 1362—1363 годы — московский князь Дмитрий Иванович (будущий Донской) возвращает контроль над Владимиром.
- 1389 год — Дмитрий Донской передаёт великое княжение по завещанию своему сыну Василию Дмитриевичу.
- 1462—1505 годы — правление Ивана III. С присоединением к Москве Ярославского княжества (1463), остатков владений ростовских князей (1474) и завоевания Твери (1485) процесс объединения всей Северо-Восточной Руси завершается.